# Anastasius I
Anastasius I, född i Rom, död 19 december 401, var påve från den 27 november 399 till sin död drygt två år senare, 19 december 401. Han är helgon i Romersk-katolska kyrkan, med festdag 19 december.

## Biografi
Anastasius I var den fyrtionde i ordningen bland de romerska biskoparna, känd för sitt verksamma deltagande i de origenistiska stridigheterna; han är framför allt ihågkommen för att han fördömde teologen Origenes från Alexandria, vilket skedde tämligen snart efter att hans skrifter översatts till latin. Anastasius pontifikat inföll samtidigt som barbarernas invasioner. 
Från Anastasius härledde sig förbudet för personer behäftade med något kroppsligt lyte att inträda i det andliga ståndet, och även ordningen att alla församlingar som firade gudstjänst skulle åhöra uppläsningen av evangeliet stående.
Bland påvens personliga vänner fanns Augustinus, Hieronymus och Paulinus av Nola. Hieronymus talar om honom som en man med stor helighet, som var rik i sin fattigdom.